# David Twardzik
David John Twardzik (né le 20 septembre 1950 à Hershey, Pennsylvanie) est un ancien joueur américain de basket-ball. 
Il évoluait au poste de meneur de jeu en American Basketball Association et en NBA ; il a été titulaire de l'équipe des Trail Blazers de Portland championne NBA en 1977.
Twardzik grandit à Middletown, Pennsylvanie et évolue à l'université Old Dominion, où il est nommé à deux reprises « All-American » et mène les Monarchs au titre de champion NCAA de Division II en 1971. Il est sélectionné par les Trail Blazers lors de la Draft 1972 de la NBA. Il intègre par la suite l'équipe des Squires de la Virginie en ABA. Lorsque la ABA fait faillite en 1976, il signe avec les Blazers en tant qu'agent libre, devenant le meneur de jeu titulaire des Blazers qui remporte le titre NBA en 1977. Il joue trois saisons supplémentaires à Portland, prenant sa retraite à l'issue de la saison 1979-1980. Son maillot numéro 13 a été retiré par l'équipe.
À l'issue de sa carrière de joueur, il commence une carrière d'entraîneur et de dirigeant NBA. Il travaille à Portland jusqu'en 1985, puis travaille en tant qu'entraîneur adjoint pour les Pacers de l'Indiana de 1986 à 1989. Il collabore également avec les Pistons de Détroit, les Hornets de Charlotte, les Clippers de Los Angeles, les Warriors de Golden State et les Nuggets de Denver. En 2003, il devient Director of Player Personnel du Magic et est promu assistant General Manager en 2005.